# Romilda Pantaleoni
Pour les articles homonymes, voir Pantaleoni.
Répertoire
- Otello, (Verdi)

Romilda Pantaleoni (29 août 1847, Udine; 20 mai 1917 Milan) est une soprano italienne qui a mené une carrière d'opéra très riche en Italie dans les années 1870 et 1880. 

## Biographie
Romilda Pantaleoni est née dans une famille de musiciens à Udine, Italie. Son père, Luigi Pantaleoni (?–1872), était un compositeur et son frère, Adriano Pantaleoni (1837–1908), est aussi devenu un chanteur d'opéra connu. Elle a étudié le chant à Milan avec R. Rossi, B. Prati, et Francesco Lamperti avant de faire ses débuts professionnels au Teatro Carcano dans Margherita de Jacopo Foroni en 1868. Elle s'est produite dans les théâtres d'Italie pendant plus de cinquante ans, dans des villes telles que Rome, Gênes, Modène, Naples, Turin, et Brescia. 
Elle avait un répertoire très vaste qui comprenait des rôles du bel canto, du grand opéra italien et français, des opéras véristes, et des opéras allemands de Richard Wagner. Son répertoire comprenait des rôles tels que Mathilde dans Guillaume Tell de Rossini, Paolina dans Poliuto de Donizetti, Sélika dans L'Africaine de Meyerbeer, Marguerite du Faust de Gounod, et Elsa de Lohengrin de Wagner. Elle est aussi connue pour ses interprétations des héroïnes de Verdi : Leonora dans Il trovatore et dans La forza del destino, Amelia dans Un ballo in maschera, Elisabeth de Valois dans Don Carlos et le rôle-titre dans Aida.
Elle reste particulièrement associée au rôle de Margherita dans le Mefistofele de Boito et le rôle-titre de La Gioconda de Ponchielli; deux rôles qu'elle a interprétés dans les théâtres d'Italie. Elle est surtout connue aujourd'hui pour avoir créé les rôles de Desdemona dans l'Otello de Giuseppe Verdi en 1887 et de Tigrana dans Edgar de Giacomo Puccini en 1889. Universellement admirée pour son jeu de scène et sa virtuosité vocale, Pantaleoni a été comparée par différents critiques à la grande actrice italienne Eleonora Duse.
En 1874 Pantaleoni chante le rôle d'Isabella lors de la création de Salvator Rosa d'Antônio Carlos Gomes au Théâtre Carlo-Felice à Gênes. L'année suivante, elle chante le rôle de Margherita du Mefistofele de Boito au Teatro Regio de Turin. Sa performance a été largement admirée et ce succès est considéré par des historiens de la musique  comme une des raisons pour lesquelles l'opéra de Boito a retrouvé un renouveau de popularité après une réception plus que réservée en 1868. En 1884, elle se produit en Autriche dans différents opéras au Wiener Staatsoper, la seule fois qu'elle a chanté hors de l'Italie.
Pantaleoni arrive enfin à La Scala en 1883, faisant ses débuts dans le rôle-titre de La Gioconda. Elle interprètera de nombreux rôles à La Scala pendant les huit années suivantes tels que la Valentine des Huguenots de Meyerbeer (1884), Anna dans Le Villi de Puccini  (1885), le rôle-titre lors de la création de Marion Delorme d'Amilcare Ponchielli (1885), Desdemona lors de la création d'Otello de Verdi (1887), et Tigrana lors de la création d'Edgar de Puccini (1889) entre autres. 
Elle s'est retirée de la scène en 1891 après le décès du chef d'orchestre Franco Faccio, dont elle a été longtemps la compagne. Pour sa dernière prestation, elle a tenu le rôle de Santuzza lors de la première production à la Scala de Cavalleria rusticana de Mascagni.

## Sources
- (en) Cet article est partiellement ou en totalité issu de l’article de Wikipédia en anglais intitulé « Romilda Pantaleoni » (voir la liste des auteurs).